# فریبرز دانش
فریبرز دانش ملقب به استاد  (متولد ۲۱ مارس ۱۹۶۳) یک تکواندوکار موفق ایرانی است. او در المپیک تابستانی ۱۹۸۸ 
که در سئول کره‌جنوبی برگزار شد، در کلاس سبک‌وزن مردان رقابت افتخار آمیزی برای کشورش انجام داد.